# Lenny Peteanu
Lenny Peteanu (geb. 1999 in Starnberg) ist ein deutscher Fernseh- und Hörfunkmoderator sowie Synchronsprecher.

## Leben
Er wuchs in München auf und besuchte dort das Oskar-von-Miller-Gymnasium.
Im Jahr 2007 begann er im Alter von acht Jahren synchron zu sprechen und wirkte seitdem in über 1.000 Synchron-, Werbe- und Dokumentarproduktionen mit.
Nach seinem Abitur und dem Baccalaureat Francais 2017, studierte er Politikwissenschaften an der Ludwig-Maximilians-Universität München und machte anschließend von Februar 2020 bis April 2022 ein Hörfunk-Volontariat beim Privat-Radio-Sender Antenne Bayern. Dort moderierte er bereits während seines Volontariates die Sendungen „Antenne Bayern am Abend“ oder „Antenne Bayern am Wochenende“. Später auch die "Antenne Bayern Top40" sowie als Side-Kick „Guten Morgen Bayern“, „Die Stefan Meixner-Show“ oder den „Antenne Bayern Spendentag“ gemeinsam mit Marion Schieder.
Ende 2023 verließ Peteanu den Radiosender Antenne Bayern und steht seitdem auch vor der Kamera unter anderem als Reporter für das K1-Magazin auf Kabel1 sowie für München.tv, wo er unter anderem 2024 an der Seite von Corinna Binzer und Alex Onken 16 Tage lang durch die Oktoberfest-Sendung „Wir sind Wiesn“ führte.
Des Weiteren stand Lenny Peteanu während der UEFA EURO 2024 in der Fanzone im Olympiapark München auch als freiberuflicher Moderator auf der Bühne.

## Fernseh- und Radiomoderation
- Antenne Bayern:
  - Guten Morgen Bayern – Sidekick[1]
  - Die Stefan Meixner Show gemeinsam mit Stefan Meixner als Sidekick[1]
  - Antenne Bayern Spendentag gemeinsam mit Marion Schieder als Sidekick[1]
  - Antenne Bayern am Wochenende[1]
  - Antenne Bayern am Abend[1]
  - Antenne Bayern Top 40[1]
- Kabel Eins:
  - K1-Magazin[3]
- München TV:
  - "Wir sind Wiesn" – Moderation an der Seite von Corinna Binzer und Alex Onken[4][5][6]

## Auswahl Synchronarbeit
| Titel                      | Rolle                                                        |
| -------------------------- | ------------------------------------------------------------ |
| How I Met Your Mother      | Marvin Ericson Jr.                                           |
| South Park                 | Trevor (Staffel 25)                                          |
| Ted Lasso                  | Michael                                                      |
| This Is Us                 | Young Randall Pearson                                        |
| Interview With The Vampire | Armand (Assad Zaman)                                         |
| The Good Doctor            | Dr. Enrique Guerin (Staffel 4), Dominick Hubanck (Staffel 7) |
| Mit Dir An Meiner Seite    | Jonah Miller                                                 |
| Beautiful Disaster         | Travis Maddox (Dylan Sprouse)                                |
| Beautiful Wedding          | Travis Maddox                                                |